# Ga Đại Từ
Ga Đại Từ là một nhà ga xe lửa tại huyện Đại Từ tỉnh Thái Nguyên.